# Синдром Андерманна
Синдром Андерманна (англ. Andermann syndrome, також відомий у медицині розвинених країн як англ. agenesis of corpus callosum with neuronopathy (ACCPN); Charlevoix disease) — рідкісний сімейний синдром, що уражає обидві статі, характеризується в першу чергу агенезією (недорозвитком) мозолистого тіла, розумовою відсталістю та прогресуючою сенсорно-моторною нейропатією.

## Поширеність
Згідно з оцінками, рівень поширеності в світі становить менше 1 на 1 млн людей. Проте у франко-канадського населення районів Сагенай і Лак-Сен-Жан у Квебеку (Канада) це відбувається набагато частіше, приблизно у співвідношенні 1 до 2100 новонароджених.

## Етимологія
Названий на честь канадського лікаря Фредеріка Андерманна (англ. Frederick Andermann), який у 1972 році разом з іншими співробітниками вперше описав його.

## Генетика і патогенез
Для синдрому характерне аутосомно-рецесивне передавання. Патогенез пов'язують з мутаціями на короткому плечі p хромосоми 15, які призводять до проблем кодування білка SLC12A6, який бере участь у транспорті іонів, зокрема калію, симпортному транспорті, альтернативному сплайсингу.

## Клінічні ознаки
Починаються в дитинстві і включають:
- м'язову слабкість, аміотрофію — прогресуюче руйнування м'язів;
- зниження рефлексів, що виявляє неврологічне обстеження;
- інші прояви недорозвитку мозолистого тіла;
- різного ступеня зміни інтелекту та затримки розвитку;
- різноманітні психіатричні проблеми, включаючи параноїдальні зміни, депресію, галюцинації та аутичні нахили.

## Діагностика
Заснована на трудомісткому і дорогому методу визначення порушень утворення SLC12A6. Зміни мозолистого тіла виявляють за допомогою магнітно-резонансної томографії (МРТ).

## Лікування
Етіотропного лікування не існує. Використовують симптоматичні препарати, зокрема, нейролептики. Прогноз несприятливий.